# Ecclisomyia digitata
Ecclisomyia digitata är en nattsländeart som först beskrevs av Martynov 1929.  Ecclisomyia digitata ingår i släktet Ecclisomyia och familjen husmasknattsländor. Inga underarter finns listade i Catalogue of Life.